# Dwa Babilony
Dwa Babilony (The Two Babylons) – tytuł książki autorstwa szkockiego teologa protestanckiego Alexandra Hislopa powstałej w 1858 roku. 
Początkowo pod tym tytułem Hislop wydał w 1853 krótki religijny pamflet, który następnie został rozszerzony w 1858 i ostatecznie opublikowany w wersji książkowej w 1919. Hislop w pracach tych udowadnia, że niektóre zwyczaje i wierzenia obecne w chrześcijaństwie (przede wszystkim w Kościele katolickim, ale zachowane również przez część wyznań protestanckich) wywodzą się z pogańskich wierzeń Babilonu. 
Aleksander Hislop był zwolennikiem purytanizmu i uważał, że dominujący na Wyspach Brytyjskich Kościół anglikański nie został zreformowany wystarczająco i powinien oczyścić się z pozostałości katolicyzmu, które pochodzą z pogańskich religii przedchrześcijańskich. 
W książce Dwa Babilony Hislop porównuje wierzenia, symbole i zwyczaje starożytnego Babilonu, Asyrii, Egiptu, Grecji i Rzymu do doktryn i zwyczajów znanych w chrześcijaństwie. Opiera się na dziełach pisarzy klasycznych i na wykopaliskach archeologicznych. Zwłaszcza dużo miejsca poświęca odkryciom archeologów dokonanym w Asyrii i Babilonii, które ujrzały światło dzienne w latach 40. i 50. XIX wieku. Wydanie książki zbiega się z największym rozwojem asyriologii, w tym odkryciami, których dokonali Austen Henry Layard i Paul-Émile Botta w Niniwie i Kalhu oraz odczytaniem pisma klinowego.
Główną tezą Hislopa jest utożsamienie znanego z Biblii Nimroda, według tradycji żydowskich budowniczego wieży Babel, założyciela Babilonu i Niniwy ze znanym z przekazów klasycznych Ninusem, eponimem Niniwy, utożsamianym przez Hislopa z babilońskim bogiem Belem. Wydarzenia z życia Nimroda oraz kult, jaki miał powstać po jego śmierci, miały się stać podstawą mitologicznych wierzeń egipskich, syryjskich i greckich, a następnie przejętych przez Kościół.
Jednym z przykładów podanych przez Hislopa jest kult Matki, który pochodzić miał od babilońskiego kultu Semiramidy, przedstawianej przez postać matki z dzieckiem w objęciach. Po upadku Babilonu religia ta miałaby być przeszczepiona do Egiptu, gdzie czczono Matkę Izydę, jej brata i męża Ozyrysa, oraz ich syna Horusa. Te same bóstwa matki i dziecka pojawiły się w Rzymie (Fortuna i Jupiter) oraz w Grecji (Ceres, jako Wielka Matka z dzieckiem przy piersi albo Ejrene, bogini pokoju, z dzieckiem w ramionach).

Inne podane przez Hislopa przykłady dotyczą dat i zwyczajów związanych z Bożym Narodzeniem i Wielkanocą, pochodzenia nauk o Trójcy, czyśćcu, chrzcie, pochodzenia mszy, krzyża, szat liturgicznych oraz wiele innych.
W języku polskim książka ta została wydana w 2011 roku, czyli dopiero 158 lat po jej pierwszym wydaniu.

Spis głównych rozdziałów znajdujących się w książce:

1. Porównanie Charakteru Obu Systemów

2. Obiekty Kultu

3. Festiwale i Święta

4. Doktryny i Nauki

5. Obrzędy i Ceremonie

6. Porządki Religijne

7. Rozważania na Temat Dwóch Rozwojów, Historycznego oraz Proroczego